# Ópera de Montreal
La Ópera de Montreal es la compañía de ópera de Montreal. Tiene su sede en el complejo cultural Place des Arts en el centro de Montreal, en el distrito de Ville-Marie. Fue fundada en 1980 por iniciativa del Ministerio de Asuntos Culturales de Quebec.

## Directores artísticos
- Jean-Paul Jeannotte (1980 a 1989)
- Bernard Uzan (1989 a 2001)
- Bernard Labadie (2002 a 2006)
- Michel Beaulac (desde 2007)

## Directores generales
- Jacques Langevin (1983 a 1986)
- Bernard S. Creighton (1986 a 1988)
- Bernard Uzan (1988 a 2000)
- Kimberly J. Gaynor (2001 a 2002)
- David Musgo (2003 a 2006)
- Pierre Dufour (2006-2016)
- Patrick Corrigan (desde 2016)